# Dennis Dougherty
Dennis Joseph Dougherty (Ashland, 16 agosto 1865 – Filadelfia, 31 maggio 1951) è stato un cardinale e arcivescovo cattolico statunitense.

## Biografia
Nato a Ashland il 16 agosto 1865, papa Benedetto XV lo elevò al rango di cardinale nel concistoro del 7 marzo 1921. Il 13 di gennaio 1937, quando andava al Congresso Eucaristico di Manila, Dougherty benedisse la Cattedrale di Maria Regina del Mondo di Porto Said. Morì il 31 maggio 1951 all'età di 85 anni.

## Genealogia episcopale e successione apostolica
La genealogia episcopale è:
- Cardinale Scipione Rebiba
- Cardinale Giulio Antonio Santori
- Cardinale Girolamo Bernerio, O.P.
- Arcivescovo Galeazzo Sanvitale
- Cardinale Ludovico Ludovisi
- Cardinale Luigi Caetani
- Cardinale Ulderico Carpegna
- Cardinale Paluzzo Paluzzi Altieri degli Albertoni
- Papa Benedetto XIII
- Papa Benedetto XIV
- Cardinale Enrico Enriquez
- Arcivescovo Manuel Quintano Bonifaz
- Cardinale Buenaventura Córdoba Espinosa de la Cerda
- Cardinale Giuseppe Maria Doria Pamphilj
- Papa Pio VIII
- Papa Pio IX
- Cardinale Raffaele Monaco La Valletta
- Cardinale Francesco Satolli
- Cardinale Dennis Joseph Dougherty

La successione apostolica è:
- Vescovo James Paul McCloskey (1917)
- Vescovo Michael Joseph Crane (1921)
- Arcivescovo Daniel James Gercke (1923)
- Arcivescovo Edmond John Fitzmaurice (1925)
- Arcivescovo Edwin Vincent Byrne (1925)
- Vescovo Thomas Charles O'Reilly (1928)
- Arcivescovo Gerald Patrick Aloysius O'Hara (1929)
- Vescovo George Leo Leech (1935)
- Vescovo Hugh Louis Lamb (1936)
- Vescovo Eugene Joseph McGuinness (1937)
- Vescovo Joseph Moran Corrigan (1940)
- Vescovo Joseph Carroll McCormick (1947)
- Arcivescovo Thomas Joseph McDonough (1947)
- Vescovo Francis Edward Hyland (1949)